# Rangliste des deutschen Fußballs/1990er
Dieser Artikel gibt eine Übersicht über die Historie der Rangliste des deutschen Fußballs des kicker-Sportmagazins in der Zeit von 1990 bis 1999.

## Chronik der 1990er Jahre
Erläuterung: Die Flagge vor dem Spielernamen gibt die Staatsbürgerschaft des Spielers an bzw. (bei doppelter Staatsbürgerschaft oder nach einem Wechsel der Staatsbürgerschaft) die Nationalmannschaft, für die der Spieler zum Zeitpunkt des Erscheinens der Rangliste spielte oder spielberechtigt war. Ist keine Flagge vor dem Namen eingefügt, so hatte der betreffende Spieler zum Zeitpunkt des Erscheinens der Rangliste die deutsche Staatsbürgerschaft.

### Sommer 1990
Veröffentlicht in den kicker-Ausgaben vom 16. Juli 1990 (58/1990), vom 23. Juli 1990 (60/1990) und vom 30. Juli 1990 (62/1990). Die Rangliste bewertet das erste Halbjahr 1990.
| Position            | Weltklasse                                                                                    | Internationale Klasse | Im weiteren Kreis |
| ------------------- | --------------------------------------------------------------------------------------------- | --- | --- |
| Torhüter            | –                                                                                             | Bodo Illgner (1. FC Köln) Raimond Aumann (FC Bayern München) Uli Stein (Eintracht Frankfurt) | Andreas Köpke (1. FC Nürnberg) Rüdiger Vollborn (Bayer 04 Leverkusen) Gerry Ehrmann (1. FC Kaiserslautern) Wolfgang de Beer (Borussia Dortmund) Eike Immel (VfB Stuttgart) Uwe Kamps (Borussia Mönchengladbach)                                                                                      |
| Verteidiger         | Jürgen Kohler (FC Bayern München)                                                             | Thomas Berthold (AS Rom) | Martin Kree (Bayer 04 Leverkusen) Franco Foda (1. FC Kaiserslautern) Sergei Gorlukowitsch (Borussia Dortmund) Oliver Kreuzer (Karlsruher SC) Karl Werner (Fortuna Düsseldorf) Roland Grahammer (FC Bayern München) Michael Klinkert (Borussia Mönchengladbach) Alois Reinhardt (Bayer 04 Leverkusen) |
| Libero              | –                                                                                             | Klaus Augenthaler (FC Bayern München) | Paul Steiner (1. FC Köln) Manfred Binz (Eintracht Frankfurt) Ján Kocian (FC St. Pauli) Thomas Helmer (Borussia Dortmund) Thomas Kempe (VfL Bochum) Srećko Bogdan (Karlsruher SC) Ralf Loose (Fortuna Düsseldorf) Rune Bratseth (Werder Bremen)                                                       |
| Mittelfeld defensiv | Guido Buchwald (VfB Stuttgart) Andreas Brehme (Inter Mailand) Lothar Matthäus (Inter Mailand) | Jorginho (Bayer 04 Leverkusen) Stefan Reuter (FC Bayern München) | Thomas Strunz (FC Bayern München) Michael Zorc (Borussia Dortmund) Stefan Effenberg (Borussia Mönchengladbach) Ralf Falkenmayer (Eintracht Frankfurt) Hans Pflügler (FC Bayern München) Murdo MacLeod (Borussia Dortmund) Stefan Studer (Eintracht Frankfurt)                                        |
| Mittelfeld offensiv | –                                                                                             | Pierre Littbarski (1. FC Köln) Thomas Häßler (1. FC Köln) Uwe Bein (Eintracht Frankfurt) Andreas Möller (Borussia Dortmund) José Basualdo (VfB Stuttgart) Michael Rummenigge (Borussia Dortmund) | Hans Dorfner (FC Bayern München) Heinz Gründel (Eintracht Frankfurt) Olaf Thon (FC Bayern München) |
| Stürmer             | Rudi Völler (AS Rom)                                                                          | Jürgen Klinsmann (Inter Mailand) Stefan Kuntz (1. FC Kaiserslautern) Jørn Andersen (Eintracht Frankfurt)                                                                                         | Karl-Heinz Riedle (Werder Bremen) Ivo Knoflíček (FC St. Pauli) Ralf Sturm (1. FC Köln) André Golke (FC St. Pauli) Falko Götz (1. FC Köln) Andreas Thom (Bayer 04 Leverkusen) |

### Winter 1990/91
Veröffentlicht in den kicker-Ausgaben vom 17. Dezember 1990 (102/1990), vom 24. Dezember 1990 (104/1990) und vom 31. Dezember 1990 (106/1990). Die Rangliste bewertet das zweite Halbjahr 1990.
| Position            | Weltklasse                                                                          | Internationale Klasse | Im weiteren Kreis |
| ------------------- | ----------------------------------------------------------------------------------- | --- | --- |
| Torhüter            | –                                                                                   | Uli Stein (Eintracht Frankfurt) Wolfgang de Beer (Borussia Dortmund) Raimond Aumann (FC Bayern München) Bodo Illgner (1. FC Köln) | Jörg Schmadtke (Fortuna Düsseldorf) Andreas Köpke (1. FC Nürnberg) Richard Golz (Hamburger SV) Gerry Ehrmann (1. FC Kaiserslautern) Walter Junghans (Hertha BSC) Rüdiger Vollborn (Bayer 04 Leverkusen) Eike Immel (VfB Stuttgart) Oliver Reck (Werder Bremen) |
| Manndecker          | –                                                                                   | Jürgen Kohler (FC Bayern München) Guido Buchwald (VfB Stuttgart) Rune Bratseth (Werder Bremen)                                    | Anders Giske (1. FC Köln) Thomas Dooley (1. FC Kaiserslautern) Peter Quallo (Borussia Dortmund) Charly Körbel (Eintracht Frankfurt) Dietmar Roth (Eintracht Frankfurt) |
| Libero              | –                                                                                   | Thomas Helmer (Borussia Dortmund) Manfred Binz (Eintracht Frankfurt) Miroslav Kadlec (1. FC Kaiserslautern)                       | Holger Fach (Bayer Uerdingen) Falko Götz (1. FC Köln) Ralf Loose (Fortuna Düsseldorf) Thomas Kempe (VfL Bochum) |
| Mittelfeld defensiv | –                                                                                   | Stefan Reuter (FC Bayern München) Ralf Falkenmayer (Eintracht Frankfurt) Jorginho (Bayer 04 Leverkusen)                           | Matthias Sammer (VfB Stuttgart) Stefan Effenberg (FC Bayern München) Michael Zorc (Borussia Dortmund) Mirko Votava (Werder Bremen) Franco Foda (Bayer 04 Leverkusen) |
| Mittelfeld offensiv | –                                                                                   | – | Andreas Möller (Eintracht Frankfurt) Frank Hartmann (SG Wattenscheid 09) Uwe Harttgen (Werder Bremen) Rainer Schütterle (Karlsruher SC) Uwe Bein (Eintracht Frankfurt) Andrzej Rudy (1. FC Köln) Michael Rummenigge (Borussia Dortmund) Bjarne Goldbæk (1. FC Kaiserslautern) |
| Stürmer             | –                                                                                   | Brian Laudrup (FC Bayern München) Klaus Allofs (Werder Bremen)                                                                    | Roland Wohlfarth (FC Bayern München) Wynton Rufer (Werder Bremen) Ralf Sturm (1. FC Köln) Souleymane Sané (SG Wattenscheid 09) Thomas Doll (Hamburger SV) Thomas Allofs (Fortuna Düsseldorf) Ulf Kirsten (Bayer 04 Leverkusen) Stefan Kuntz (1. FC Kaiserslautern) Andreas Thom (Bayer 04 Leverkusen) Hans-Jörg Criens (Borussia Mönchengladbach) Frank Mill (Borussia Dortmund) |
| Deutsche im Ausland | Thomas Häßler (Juventus Turin) Lothar Matthäus (Inter Mailand) Rudi Völler (AS Rom) | Andreas Brehme (Inter Mailand) Bernd Schuster (Atlético Madrid) Jürgen Klinsmann (Inter Mailand) Karl-Heinz Riedle (Lazio Rom)    | Detlef Müller (Sarıyer SK) Thomas Berthold (AS Rom) Hans-Peter Lehnhoff (Royal Antwerpen) Wolfram Wuttke (Espanyol Barcelona) Oliver Bierhoff (Austria Salzburg) |

### Sommer 1991
Veröffentlicht in den kicker-Ausgaben vom 1. Juli 1991 (52/1991), vom 8. Juli 1991 (54/1991), vom 15. Juli 1991 (56/1991) und vom 22. Juli 1991 (58/1991). Die Rangliste bewertet das erste Halbjahr 1991.
| Position            | Weltklasse                                           | Internationale Klasse | Im weiteren Kreis |
| ------------------- | ---------------------------------------------------- | --- | --- |
| Torhüter            | –                                                    | Andreas Köpke (1. FC Nürnberg) Bodo Illgner (1. FC Köln)                                                                        | Eike Immel (VfB Stuttgart) Uli Stein (Eintracht Frankfurt) Gerry Ehrmann (1. FC Kaiserslautern) Jörg Schmadtke (Fortuna Düsseldorf) Oliver Kahn (Karlsruher SC) |
| Manndecker          | –                                                    | – | Dietmar Beiersdorfer (Hamburger SV) Guido Buchwald (VfB Stuttgart) Jürgen Kohler (FC Bayern München) Carsten Kober (Hamburger SV) Reinhard Stumpf (1. FC Kaiserslautern) Wolfgang Funkel (Bayer Uerdingen)                                                                                   |
| Libero              | –                                                    | Miroslav Kadlec (1. FC Kaiserslautern)                                                                                          | Thomas Helmer (Borussia Dortmund) Manfred Binz (Eintracht Frankfurt) Thomas Kempe (VfL Bochum) Rune Bratseth (Werder Bremen) Christian Hochstätter (Borussia Mönchengladbach) Franco Foda (Bayer 04 Leverkusen) Frank Rohde (Hamburger SV)                                                   |
| Mittelfeld defensiv | –                                                    | Stefan Reuter (FC Bayern München) Stefan Effenberg (FC Bayern München)                                                          | Jorginho (Bayer 04 Leverkusen) Manfred Schwabl (FC Bayern München) Marco Haber (1. FC Kaiserslautern) Michael Büskens (Fortuna Düsseldorf) |
| Mittelfeld offensiv | –                                                    | Thomas Doll (Hamburger SV) Matthias Sammer (VfB Stuttgart) Uwe Bein (Eintracht Frankfurt) Andreas Möller (Eintracht Frankfurt)  | Hans Dorfner (1. FC Nürnberg) Uwe Scherr (1. FC Kaiserslautern) Karl Allgöwer (VfB Stuttgart) Mehmet Scholl (Karlsruher SC) Holger Fach (Bayer Uerdingen) Armin Eck (Hamburger SV) Andreas Buck (VfB Stuttgart) Marcello Carracedo (Fortuna Düsseldorf) Gerhard Poschner (Borussia Dortmund) |
| Stürmer             | –                                                    | Jan Furtok (Hamburger SV) Stefan Kuntz (1. FC Kaiserslautern)                                                                   | Thomas Allofs (Fortuna Düsseldorf) Roland Wohlfarth (FC Bayern München) Bruno Labbadia (1. FC Kaiserslautern) Hans-Jörg Criens (Borussia Mönchengladbach) André Golke (FC St. Pauli) Fritz Walter (VfB Stuttgart)                                                                            |
| Deutsche im Ausland | Lothar Matthäus (Inter Mailand) Rudi Völler (AS Rom) | Andreas Brehme (Inter Mailand) Thomas Häßler (Juventus Turin) Bernd Schuster (Atlético Madrid) Jürgen Klinsmann (Inter Mailand) | Thomas Berthold (AS Rom) Oliver Bierhoff (Austria Salzburg) Karl-Heinz Riedle (Lazio Rom) Frank Schmöller (Germinal Ekeren) |

### Winter 1991/92
Veröffentlicht in den kicker-Ausgaben vom 16. Dezember 1991 (100/1991), vom 23. Dezember 1991 (102/1991), vom 30. Dezember 1991 (103+104/1991), vom 6./7. Januar 1992 (2/1992), vom 13. Januar 1992 (4/1992), vom 20. Januar 1992 (6/1992) und vom 27. Januar 1992 (8/1992). Die Rangliste bewertet das zweite Halbjahr 1991.
| Position            | Weltklasse                                                                           | Internationale Klasse | Im weiteren Kreis |
| ------------------- | ------------------------------------------------------------------------------------ | --- | --- |
| Torhüter            | –                                                                                    | Bodo Illgner (1. FC Köln) Uli Stein (Eintracht Frankfurt) Andreas Köpke (1. FC Nürnberg) Gerry Ehrmann (1. FC Kaiserslautern) Eike Immel (VfB Stuttgart) | Claus Reitmaier (Stuttgarter Kickers) Rüdiger Vollborn (Bayer 04 Leverkusen) Heribert Macherey (MSV Duisburg) Richard Golz (Hamburger SV) René Müller (Dynamo Dresden) Jens Lehmann (FC Schalke 04) |
| Manndecker          | –                                                                                    | – | Martin Kree (Bayer 04 Leverkusen) Carsten Kober (Hamburger SV) Günter Kutowski (Borussia Dortmund) Günther Schäfer (VfB Stuttgart) Christian Wörns (Bayer 04 Leverkusen) Andreas Gielchen (MSV Duisburg) Dietmar Beiersdorfer (Hamburger SV) Michael Schulz (Borussia Dortmund) Kay Friedmann (1. FC Nürnberg) |
| Libero              | –                                                                                    | Manfred Binz (Eintracht Frankfurt) | Franco Foda (Bayer 04 Leverkusen) Slobodan Dubajić (VfB Stuttgart) Wolfgang Funkel (1. FC Kaiserslautern) Frank Rohde (Hamburger SV) Rune Bratseth (Werder Bremen) Thomas Helmer (Borussia Dortmund) Holger Fach (Borussia Mönchengladbach) Rainer Zietsch (1. FC Nürnberg) Günter Güttler (FC Schalke 04) Patrick Notthoff (MSV Duisburg)                                                                            |
| Mittelfeld defensiv | –                                                                                    | Guido Buchwald (VfB Stuttgart) Stefan Effenberg (FC Bayern München) Ralf Falkenmayer (Eintracht Frankfurt)                                               | Thomas Dooley (1. FC Kaiserslautern) Ralf Hauptmann (Dynamo Dresden) Steffen Freund (FC Schalke 04) Wolfgang Rolff (Karlsruher SC) Jorginho (Bayer 04 Leverkusen) |
| Mittelfeld offensiv | –                                                                                    | Andreas Möller (Eintracht Frankfurt) Uwe Bein (Eintracht Frankfurt) Michael Rummenigge (Borussia Dortmund)                                               | Matthias Sammer (VfB Stuttgart) Demir Hotić (1. FC Kaiserslautern) Markus Schupp (SG Wattenscheid 09) Mehmet Scholl (Karlsruher SC) Günter Schlipper (FC Schalke 04) Bjarne Goldbæk (1. FC Kaiserslautern) Frank Neubarth (Werder Bremen) Karel Kula (Stuttgarter Kickers) Heiko Bonan (VfL Bochum) Ingo Anderbrügge (FC Schalke 04) Heiko Scholz (Dynamo Dresden) Pierre Littbarski (1. FC Köln)                     |
| Stürmer             | –                                                                                    | Stéphane Chapuisat (Borussia Dortmund) | Fritz Walter (VfB Stuttgart) Anthony Yeboah (Eintracht Frankfurt) Maurizio Gaudino (VfB Stuttgart) Dieter Eckstein (1. FC Nürnberg) Florian Weichert (Hansa Rostock) Torsten Gütschow (Dynamo Dresden) Michael Tönnies (MSV Duisburg) Bruno Labbadia (FC Bayern München) Stefan Kuntz (1. FC Kaiserslautern) Sergio Zárate (1. FC Nürnberg) Marcel Witeczek (1. FC Kaiserslautern) Ralf Vollmer (Stuttgarter Kickers) |
| Deutsche im Ausland | Jürgen Kohler (Juventus Turin) Thomas Doll (Lazio Rom) Karl-Heinz Riedle (Lazio Rom) | Andreas Brehme (Inter Mailand) Lothar Matthäus (Inter Mailand) Stefan Reuter (Juventus Turin) Bernd Schuster (Atlético Madrid) Rudi Völler (AS Rom)      | Thomas Häßler (AS Rom) Jürgen Klinsmann (Inter Mailand) Peter Közle (Grasshopper Zürich) |

### Sommer 1992
Veröffentlicht in den kicker-Ausgaben vom 6. Juli 1992 (54/1992), vom 13. Juli 1992 (56/1992), vom 20. Juli 1992 (58/1992) und vom 27. Juli 1992 (60/1992). Die Rangliste bewertet das erste Halbjahr 1992.
| Position            | Weltklasse                             | Internationale Klasse | Im weiteren Kreis |
| ------------------- | -------------------------------------- | --- | --- |
| Torhüter            | –                                      | Eike Immel (VfB Stuttgart) Uli Stein (Eintracht Frankfurt) Andreas Köpke (1. FC Nürnberg) Bodo Illgner (1. FC Köln) | Claus Reitmaier (Stuttgarter Kickers) Rüdiger Vollborn (Bayer 04 Leverkusen) Gerry Ehrmann (1. FC Kaiserslautern) Stefan Klos (Borussia Dortmund) Richard Golz (Hamburger SV) Uwe Kamps (Borussia Mönchengladbach)                                                                             |
| Manndecker          | –                                      | Michael Schulz (Borussia Dortmund) Anders Giske (1. FC Köln) Jürgen Kohler (Juventus Turin) | Christian Wörns (Bayer 04 Leverkusen) Günther Schäfer (VfB Stuttgart) Martin Kree (Bayer 04 Leverkusen) Wolfgang Funkel (1. FC Kaiserslautern) |
| Libero              | –                                      | Rune Bratseth (Werder Bremen) | Thomas Helmer (Borussia Dortmund) Holger Fach (Borussia Mönchengladbach) Manfred Binz (Eintracht Frankfurt) Franco Foda (Bayer 04 Leverkusen) Slobodan Dubajić (VfB Stuttgart) Frank Rohde (Hamburger SV) Günter Güttler (FC Schalke 04)                                                       |
| Mittelfeld defensiv | –                                      | Guido Buchwald (VfB Stuttgart) Henrik Andersen (1. FC Köln) Ralf Falkenmayer (Eintracht Frankfurt) Andreas Brehme (Inter Mailand)                                                                                        | Michael Frontzeck (VfB Stuttgart) Michael Zorc (Borussia Dortmund) Stefan Reuter (Juventus Turin) Ralf Weber (Eintracht Frankfurt) André Golke (1. FC Nürnberg) Thomas Franck (Borussia Dortmund) Knut Reinhardt (Borussia Dortmund) Jorginho (Bayer 04 Leverkusen) Frank Greiner (1. FC Köln) |
| Mittelfeld offensiv | Thomas Häßler (AS Rom)                 | Uwe Bein (Eintracht Frankfurt) Brian Laudrup (FC Bayern München) Michael Rummenigge (Borussia Dortmund) Matthias Sammer (VfB Stuttgart) Stefan Effenberg (FC Bayern München) Thomas Doll (Lazio Rom)                     | Andreas Möller (Eintracht Frankfurt) Dariusz Wosz (VfL Bochum) Dirk Zander (Dynamo Dresden) Andreas Buck (VfB Stuttgart) Pierre Littbarski (1. FC Köln) Uwe Wegmann (VfL Bochum) Michael Sternkopf (FC Bayern München) Mehmet Scholl (Karlsruher SC)                                           |
| Stürmer             | Stéphane Chapuisat (Borussia Dortmund) | Fritz Walter (VfB Stuttgart) Karlheinz Riedle (Lazio Rom) Rudi Völler (AS Rom) Anthony Yeboah (Eintracht Frankfurt) Sergio Zárate (1. FC Nürnberg) Flemming Povlsen (Borussia Dortmund) Jürgen Klinsmann (Inter Mailand) | Maurizio Gaudino (VfB Stuttgart) Andreas Thom (Bayer 04 Leverkusen) Roland Wohlfarth (FC Bayern München) Ulf Kirsten (Bayer 04 Leverkusen) Marcus Marin (Stuttgarter Kickers) Hans-Jörg Criens (Borussia Mönchengladbach)                                                                      |
| Deutsche im Ausland | –                                      | Bernd Schuster (Atlético Madrid) | Hans-Peter Lehnhoff (Royal Antwerpen) |

### Winter 1992/93
Veröffentlicht in den kicker-Ausgaben vom 21. Dezember 1992 (102+103/1992), vom 28. Dezember 1992 (104/1992), vom 4. Januar 1993 (1+2/1993) und vom 11. Januar 1993 (4/1993). Die Rangliste bewertet das zweite Halbjahr 1992.
| Position                    | Weltklasse                                                     | Internationale Klasse | Im weiteren Kreis |
| --------------------------- | -------------------------------------------------------------- | --- | --- |
| Torhüter                    | Andreas Köpke (1. FC Nürnberg) Uli Stein (Eintracht Frankfurt) | Eike Immel (VfB Stuttgart) | Oliver Kahn (Karlsruher SC) Stefan Klos (Borussia Dortmund) Bodo Illgner (1. FC Köln) Rüdiger Vollborn (Bayer 04 Leverkusen) Holger Gehrke (FC Schalke 04) Richard Golz (Hamburger SV) Raimond Aumann (FC Bayern München)                                                                       |
| Manndecker                  | –                                                              | Guido Buchwald (VfB Stuttgart) Thomas Helmer (FC Bayern München) Oliver Kreuzer (FC Bayern München) | Christian Wörns (Bayer 04 Leverkusen) Uli Borowka (Werder Bremen) Martin Kree (Bayer 04 Leverkusen) |
| Libero                      | Rune Bratseth (Werder Bremen)                                  | Olaf Thon (FC Bayern München) | Franco Foda (Bayer 04 Leverkusen) Manfred Binz (Eintracht Frankfurt) Michael Kostner (1. FC Saarbrücken) Frank Rohde (Hamburger SV) |
| Mittelfeld außen            | –                                                              | – | Knut Reinhardt (Borussia Dortmund) Christian Ziege (FC Bayern München) Ludwig Kögl (VfB Stuttgart) Martin Wagner (1. FC Kaiserslautern) Jorginho (FC Bayern München) Thomas Wolter (Werder Bremen) Manfred Bender (Karlsruher SC) Mike Büskens (FC Schalke 04) Ralf Weber (Eintracht Frankfurt) |
| Mittelfeld zentral defensiv | –                                                              | Jan Wouters (FC Bayern München) Wolfgang Rolff (Karlsruher SC) | Michael Zorc (Borussia Dortmund) Andrzej Rudy (1. FC Köln) Lothar Matthäus (FC Bayern München) Steffen Freund (FC Schalke 04) |
| Mittelfeld zentral offensiv | –                                                              | Andreas Herzog (Werder Bremen) Uwe Bein (Eintracht Frankfurt) | Hans Dorfner (1. FC Nürnberg) Hans-Uwe Pilz (Dynamo Dresden) Ingo Anderbrügge (FC Schalke 04) Thomas von Heesen (Hamburger SV) Uwe Wegmann (VfL Bochum) |
| Stürmer                     | Stéphane Chapuisat (Borussia Dortmund)                         | Anthony Yeboah (Eintracht Frankfurt) Andreas Thom (Bayer 04 Leverkusen) Sergei Kirjakow (Karlsruher SC) | Flemming Povlsen (Borussia Dortmund) Eric Wynalda (1. FC Saarbrücken) Marcel Witeczek (1. FC Kaiserslautern) Ulf Kirsten (Bayer 04 Leverkusen) Rainer Krieg (Karlsruher SC) Fritz Walter (VfB Stuttgart) Bruno Labbadia (FC Bayern München)                                                     |
| Deutsche im Ausland         | –                                                              | Jürgen Kohler (Juventus Turin) Thomas Häßler (AS Rom) Andreas Brehme (Real Saragossa) Stefan Effenberg (AC Florenz) Andreas Möller (Juventus Turin) Thomas Doll (Lazio Rom) Jürgen Klinsmann (AS Monaco) Rudi Völler (Olympique Marseille) | Matthias Sammer (Inter Mailand) Karlheinz Riedle (Lazio Rom) Olaf Marschall (FC Admira Wacker) |

### Sommer 1993
Veröffentlicht in den kicker-Ausgaben vom 28. Juni 1993 (52/1993), vom 5. Juli 1993 (54/1993), vom 12. Juli 1993 (56/1993) und vom 19. Juli 1993 (58/1993). Die Rangliste bewertet das erste Halbjahr 1993.
| Position                    | Weltklasse                     | Internationale Klasse | Im weiteren Kreis |
| --------------------------- | ------------------------------ | --- | --- |
| Torhüter                    | Andreas Köpke (1. FC Nürnberg) | Stefan Klos (Borussia Dortmund) Oliver Reck (Werder Bremen) Uli Stein (Eintracht Frankfurt) Eike Immel (VfB Stuttgart) Bodo Illgner (1. FC Köln)                                                                         | Rüdiger Vollborn (Bayer 04 Leverkusen) Richard Golz (Hamburger SV) Oliver Kahn (Karlsruher SC) Gerry Ehrmann (1. FC Kaiserslautern) Raimond Aumann (FC Bayern München) |
| Manndecker                  | –                              | Michael Schulz (Borussia Dortmund) Oliver Kreuzer (FC Bayern München) Guido Buchwald (VfB Stuttgart) | Thomas Helmer (FC Bayern München) Michael Klinkert (Borussia Mönchengladbach) Uli Borowka (Werder Bremen) Kachaber Zchadadse (Eintracht Frankfurt) Jens Melzig (Dynamo Dresden) Dietmar Beiersdorfer (Werder Bremen) Carsten Kober (Hamburger SV)                                                                 |
| Libero                      | Rune Bratseth (Werder Bremen)  | Ned Zelic (Borussia Dortmund) | Olaf Thon (FC Bayern München) Frank Rohde (Hamburger SV) Jens Nowotny (Karlsruher SC) |
| Mittelfeld außen            | –                              | Christian Ziege (FC Bayern München) | Ralf Weber (Eintracht Frankfurt) Horst Heldt (1. FC Köln) |
| Mittelfeld zentral defensiv | –                              | Jan Wouters (FC Bayern München) | Michael Zorc (Borussia Dortmund) Holger Fach (Borussia Mönchengladbach) Thomas Dooley (1. FC Kaiserslautern) Mirko Votava (Werder Bremen) Thorsten Fink (SG Wattenscheid 09) |
| Mittelfeld zentral offensiv | –                              | Andreas Herzog (Werder Bremen) Matthias Sammer (Borussia Dortmund) Alexander Borodjuk (FC Schalke 04) Uwe Bein (Eintracht Frankfurt)                                                                                     | Lothar Matthäus (FC Bayern München) Karlheinz Pflipsen (Borussia Mönchengladbach) Pierre Littbarski (1. FC Köln) Michael Rummenigge (Borussia Dortmund) Uwe Wegmann (VfL Bochum) Gerhard Poschner (Borussia Dortmund) Ingo Anderbrügge (FC Schalke 04) Dariusz Wosz (VfL Bochum) Thomas von Heesen (Hamburger SV) |
| Stürmer                     | –                              | Ulf Kirsten (Bayer 04 Leverkusen) Anthony Yeboah (Eintracht Frankfurt) Andreas Thom (Bayer 04 Leverkusen) | Martin Dahlin (Borussia Mönchengladbach) Holger Aden (VfL Bochum) Stéphane Chapuisat (Borussia Dortmund) Bruno Labbadia (FC Bayern München) Edgar Schmitt (Eintracht Frankfurt) |
| Deutsche im Ausland         | Jürgen Klinsmann (AS Monaco)   | Jürgen Kohler (Juventus Turin) Andreas Möller (Juventus Turin) Thomas Häßler (AS Rom) Hans-Peter Lehnhoff (Royal Antwerpen) Stefan Effenberg (AC Florenz) Rudi Völler (Olympique Marseille) Karlheinz Riedle (Lazio Rom) | Falko Götz (Galatasaray Istanbul) Bernd Schuster (Atlético Madrid) Olaf Marschall (FC Admira Wacker) |

### Winter 1993/94
Veröffentlicht in den kicker-Ausgaben vom 20. Dezember 1993 (102/1993), vom 27. Dezember 1993 (104/1993), vom 3. Januar 1994 (1+2/1994) und vom 10. Januar 1994 (4/1994). Die Rangliste bewertet das zweite Halbjahr 1993.
| Position                    | Weltklasse                           | Internationale Klasse | Im weiteren Kreis |
| --------------------------- | ------------------------------------ | --- | --- |
| Torhüter                    | –                                    | Oliver Kahn (Karlsruher SC) Bodo Illgner (1. FC Köln) Uli Stein (Eintracht Frankfurt) Andreas Köpke (1. FC Nürnberg)                           | Oliver Reck (Werder Bremen) Stefan Klos (Borussia Dortmund) Jürgen Rollmann (MSV Duisburg) Gerry Ehrmann (1. FC Kaiserslautern) Stanislaw Tschertschessow (Dynamo Dresden) |
| Manndecker                  | –                                    | – | Torsten Wohlert (MSV Duisburg) Dirk Schuster (Karlsruher SC) Christian Wörns (Bayer 04 Leverkusen) Thomas Berthold (VfB Stuttgart) Kachaber Zchadadse (Eintracht Frankfurt) |
| Libero                      | –                                    | Lothar Matthäus (FC Bayern München) Rune Bratseth (Werder Bremen)                                                                              | Matthias Sammer (Borussia Dortmund) Miroslav Kadlec (1. FC Kaiserslautern) Maximilian Heidenreich (SC Freiburg) |
| Mittelfeld außen            | –                                    | Paulo Sérgio (Bayer 04 Leverkusen) | Martin Wagner (1. FC Kaiserslautern) Jorginho (FC Bayern München) Ralf Weber (Eintracht Frankfurt) |
| Mittelfeld zentral defensiv | –                                    | Andreas Brehme (1. FC Kaiserslautern) Ioan Lupescu (Bayer 04 Leverkusen) Guido Buchwald (VfB Stuttgart)                                        | Ralf Falkenmayer (Eintracht Frankfurt) Jens Todt (SC Freiburg) Dieter Eilts (Werder Bremen) Jürgen Hartmann (Hamburger SV) Wolfgang Rolff (Karlsruher SC) Mirko Votava (Werder Bremen) Michael Zorc (Borussia Dortmund) Jan Wouters (FC Bayern München)                                                                               |
| Mittelfeld zentral offensiv | –                                    | Jordan Letschkow (Hamburger SV) Maurizio Gaudino (Eintracht Frankfurt) Ciriaco Sforza (1. FC Kaiserslautern)                                   | Thomas von Heesen (Hamburger SV) Manfred Bender (Karlsruher SC) Uwe Bein (Eintracht Frankfurt) Bernd Schuster (Bayer 04 Leverkusen) Karlheinz Pflipsen (Borussia Mönchengladbach) Rodolfo Cardoso (SC Freiburg) Christian Nerlinger (FC Bayern München) Horst Heldt (1. FC Köln) Andrzej Rudy (1. FC Köln) Jiří Němec (FC Schalke 04) |
| Stürmer                     | Anthony Yeboah (Eintracht Frankfurt) | Stefan Kuntz (1. FC Kaiserslautern) Stéphane Chapuisat (Borussia Dortmund) Martin Dahlin (Borussia Mönchengladbach) Anton Polster (1. FC Köln) | Karsten Bäron (Hamburger SV) Ulf Kirsten (Bayer 04 Leverkusen) Sergei Kirjakow (Karlsruher SC) Edgar Schmitt (Karlsruher SC) Peter Közle (MSV Duisburg) Uwe Wassmer (SC Freiburg) Uwe Weidemann (MSV Duisburg) Mehmet Scholl (FC Bayern München) Olaf Marschall (Dynamo Dresden) Marek Leśniak (SG Wattenscheid 09)                   |
| Deutsche im Ausland         | Andreas Möller (Juventus Turin)      | Jürgen Kohler (Juventus Turin) Thomas Häßler (AS Rom) Stefan Effenberg (AC Florenz)                                                            | Falko Götz (Galatasaray Istanbul) Reinhard Stumpf (Galatasaray Istanbul) Hans-Peter Lehnhoff (Royal Antwerpen) Jürgen Klinsmann (AS Monaco) |

### Sommer 1994
Veröffentlicht in den kicker-Ausgaben vom 25. Juli 1994 (60/1994), vom 1. August 1994 (92/1994), vom 8. August 1994 (64/1994) und vom 15. August 1994 (66/1994). Die Rangliste bewertet das erste Halbjahr 1994.
| Position                    | Weltklasse                                                            | Internationale Klasse | Im weiteren Kreis |
| --------------------------- | --------------------------------------------------------------------- | --- | --- |
| Torhüter                    | –                                                                     | Raimond Aumann (FC Bayern München) Eike Immel (VfB Stuttgart) Oliver Kahn (Karlsruher SC) Andreas Köpke (1. FC Nürnberg) Stanislaw Tschertschessow (Dynamo Dresden) Uli Stein (Eintracht Frankfurt)      | Bodo Illgner (1. FC Köln) Gerry Ehrmann (1. FC Kaiserslautern) Jens Lehmann (FC Schalke 04) Jörg Schmadtke (SC Freiburg) |
| Manndecker                  | –                                                                     | Jürgen Kohler (Juventus Turin) Guido Buchwald (VfB Stuttgart) Patrik Andersson (Borussia Mönchengladbach) Thomas Berthold (VfB Stuttgart) Thomas Helmer (FC Bayern München)                              | Dirk Schuster (Karlsruher SC) Torsten Wohlert (MSV Duisburg) Slaven Bilić (Karlsruher SC) Yves Eigenrauch (FC Schalke 04) Martin Spanring (SC Freiburg)                                                                                                  |
| Libero                      | –                                                                     | Lothar Matthäus (FC Bayern München) Matthias Sammer (Borussia Dortmund) Miroslav Kadlec (1. FC Kaiserslautern) Petar Chubtschew (Hamburger SV)                                                           | Rune Bratseth (Werder Bremen) Luboš Kubík (1. FC Nürnberg) Slobodan Dubajić (VfB Stuttgart) |
| Mittelfeld außen            | Jorginho (FC Bayern München)                                          | Mario Basler (Werder Bremen) Thomas Strunz (VfB Stuttgart) | Martin Wagner (1. FC Kaiserslautern) Andreas Brehme (1. FC Kaiserslautern) Andreas Buck (VfB Stuttgart) Ralf Hauptmann (1. FC Köln) |
| Mittelfeld zentral defensiv | –                                                                     | Ioan Lupescu (Bayer 04 Leverkusen) Wolfgang Rolff (Karlsruher SC) | Stefan Effenberg (AC Florenz) Markus Schupp (FC Bayern München) Jens Nowotny (Karlsruher SC) |
| Mittelfeld zentral offensiv | Carlos Dunga (VfB Stuttgart)                                          | Thomas Häßler (AS Rom) Jordan Letschkow (Hamburger SV) Ciriaco Sforza (1. FC Kaiserslautern) Bernd Schuster (Bayer 04 Leverkusen)                                                                        | Andreas Möller (Juventus Turin) Rodolfo Cardoso (SC Freiburg) Jiří Němec (FC Schalke 04) Mehmet Scholl (FC Bayern München) Manfred Bender (Karlsruher SC) Maurizio Gaudino (Eintracht Frankfurt) Uwe Bein (Eintracht Frankfurt) Horst Heldt (1. FC Köln) |
| Stürmer                     | Jürgen Klinsmann (AS Monaco) Martin Dahlin (Borussia Mönchengladbach) | Anthony Yeboah (Eintracht Frankfurt) Pavel Kuka (1. FC Kaiserslautern) Anton Polster (1. FC Köln) Alain Sutter (1. FC Nürnberg) Rudi Völler (Olympique Marseille) Stéphane Chapuisat (Borussia Dortmund) | Stefan Kuntz (1. FC Kaiserslautern) Paulo Sérgio (Bayer 04 Leverkusen) Uwe Weidemann (MSV Duisburg) Adolfo Valencia (FC Bayern München) Adrian Knup (VfB Stuttgart) Marek Leśniak (SG Wattenscheid 09) Olaf Marschall (Dynamo Dresden)                   |
| Deutsche im Ausland         | –                                                                     | – | Falko Götz (Galatasaray Istanbul) Hans-Peter Lehnhoff (Royal Antwerpen) Roland Wohlfarth (AS Saint-Étienne) Oliver Neuville (Servette FC Genève) |

### Winter 1994/95
Veröffentlicht in den kicker-Ausgaben vom 19. Dezember 1994 (102/1994), vom 27. Dezember 1994 (104/1994), vom 2. Januar 1995 (1+2/1995) und vom 9. Januar 1995 (4/1995). Die Rangliste bewertet das zweite Halbjahr 1994.
| Position                    | Weltklasse                           | Internationale Klasse | Im weiteren Kreis |
| --------------------------- | ------------------------------------ | --- | --- |
| Torhüter                    | –                                    | Andreas Köpke (Eintracht Frankfurt) Uli Stein (Hamburger SV) | Jens Lehmann (FC Schalke 04) Stefan Klos (Borussia Dortmund) Bodo Illgner (1. FC Köln) Bernd Dreher (Bayer Uerdingen) Jörg Schmadtke (SC Freiburg) Rüdiger Vollborn (Bayer 04 Leverkusen) Eike Immel (VfB Stuttgart) Oliver Reck (Werder Bremen) Oliver Kahn (FC Bayern München) Claus Reitmaier (Karlsruher SC) Stanislaw Tschertschessow (Dynamo Dresden)                           |
| Manndecker                  | –                                    | Júlio César (Borussia Dortmund) Patrik Andersson (Borussia Mönchengladbach) Martin Spanring (SC Freiburg) | Dirk Schuster (Karlsruher SC) Bodo Schmidt (Borussia Dortmund) Thomas Helmer (FC Bayern München) Axel Roos (1. FC Kaiserslautern) Slaven Bilić (Karlsruher SC) Thomas Berthold (VfB Stuttgart) Jens Melzig (Bayer 04 Leverkusen) |
| Libero                      | Matthias Sammer (Borussia Dortmund)  | Lothar Matthäus (FC Bayern München) | Ioan Lupescu (Bayer 04 Leverkusen) Manfred Binz (Eintracht Frankfurt) Olaf Thon (FC Schalke 04) Petar Chubtschew (Hamburger SV) |
| Mittelfeld außen            | –                                    | Mario Basler (Werder Bremen) | Jörg Albertz (Hamburger SV) Stefan Reuter (Borussia Dortmund) Hans-Peter Lehnhoff (Bayer 04 Leverkusen) Thomas Strunz (VfB Stuttgart) Peter Wynhoff (Borussia Mönchengladbach) |
| Mittelfeld zentral defensiv | –                                    | – | Pavel Hapal (Bayer 04 Leverkusen) Steffen Freund (Borussia Dortmund) Dieter Eilts (Werder Bremen) Jens Todt (SC Freiburg) Christian Hochstätter (Borussia Mönchengladbach) Horst Steffen (Bayer Uerdingen) Thorsten Fink (Karlsruher SC) |
| Mittelfeld zentral offensiv | –                                    | Andreas Möller (Borussia Dortmund) Bernd Schuster (Bayer 04 Leverkusen) Rodolfo Cardoso (SC Freiburg) Stefan Effenberg (Borussia Mönchengladbach) Carlos Dunga (VfB Stuttgart) Andreas Herzog (Werder Bremen) Thomas Häßler (Karlsruher SC) Ciriaco Sforza (1. FC Kaiserslautern) | Marco Bode (Werder Bremen) Harald Spörl (Hamburger SV) Jordan Letschkow (Hamburger SV) Thomas Doll (Eintracht Frankfurt) |
| Stürmer                     | –                                    | Ulf Kirsten (Bayer 04 Leverkusen) Stéphane Chapuisat (Borussia Dortmund) | Heiko Herrlich (Borussia Mönchengladbach) Martin Dahlin (Borussia Mönchengladbach) Karl-Heinz Riedle (Borussia Dortmund) Anton Polster (1. FC Köln) Pavel Kuka (1. FC Kaiserslautern) Rudi Völler (Bayer 04 Leverkusen) Wladimir Bestschastnych (Werder Bremen) Anthony Yeboah (Eintracht Frankfurt) Uwe Spies (SC Freiburg) Bruno Labbadia (1. FC Köln) Youri Mulder (FC Schalke 04) |
| Deutsche im Ausland         | Jürgen Klinsmann (Tottenham Hotspur) | Jürgen Kohler (Juventus Turin) | Raimond Aumann (Beşiktaş Istanbul) Guido Buchwald (Urawa Red Diamonds) Frank Ordenewitz (JEF United) Roland Wohlfarth (AS Saint-Étienne) Uwe Rösler (Manchester City) |

### Sommer 1995
Veröffentlicht in den kicker-Ausgaben vom 3. Juli 1995 (54/1995), vom 10. Juli 1995 (56/1995), vom 17. Juli 1995 (58/1995) und vom 24. Juli 1995 (60/1995). Die Rangliste bewertet das erste Halbjahr 1995.
| Position                    | Weltklasse                           | Internationale Klasse | Im weiteren Kreis |
| --------------------------- | ------------------------------------ | --- | --- |
| Torhüter                    | –                                    | Andreas Köpke (Eintracht Frankfurt)                                                                                           | Bodo Illgner (1. FC Köln) Richard Golz (Hamburger SV) Bernd Meier (TSV 1860 München) Stefan Klos (Borussia Dortmund) Uwe Kamps (Borussia Mönchengladbach) Bernd Dreher (Bayer Uerdingen) Oliver Reck (Werder Bremen) Holger Gehrke (MSV Duisburg)           |
| Manndecker                  | –                                    | Patrik Andersson (Borussia Mönchengladbach) Júlio César (Borussia Dortmund)                                                   | Markus Babbel (FC Bayern München) Axel Sundermann (SC Freiburg) Martin Spanring (SC Freiburg) Axel Roos (1. FC Kaiserslautern) |
| Libero                      | Matthias Sammer (Borussia Dortmund)  | Thomas Helmer (FC Bayern München)                                                                                             | Hany Ramzy (Werder Bremen) |
| Mittelfeld außen            | –                                    | Mario Basler (Werder Bremen) Christian Ziege (FC Bayern München)                                                              | Stefan Reuter (Borussia Dortmund) Jörg Heinrich (SC Freiburg) Ralf Weber (Eintracht Frankfurt) Marco Bode (Werder Bremen) Ralf Kohl (SC Freiburg) |
| Mittelfeld zentral defensiv | –                                    | Dieter Eilts (Werder Bremen) Stefan Effenberg (Borussia Mönchengladbach)                                                      | Christian Hochstätter (Borussia Mönchengladbach) Andreas Brehme (1. FC Kaiserslautern) Steffen Freund (Borussia Dortmund) Jens Todt (SC Freiburg) Manfred Schwabl (TSV 1860 München) Pavel Hapal (Bayer 04 Leverkusen)                                      |
| Mittelfeld zentral offensiv | –                                    | Piotr Nowak (TSV 1860 München) Andreas Herzog (Werder Bremen) Thomas Häßler (Karlsruher SC) Mehmet Scholl (FC Bayern München) | Jay-Jay Okocha (Eintracht Frankfurt) Jiří Němec (FC Schalke 04) Andreas Zeyer (SC Freiburg) Andreas Möller (Borussia Dortmund) Rodolfo Cardoso (SC Freiburg) Uwe Weidemann (MSV Duisburg) Jordan Letschkow (Hamburger SV)                                   |
| Stürmer                     | –                                    | Rudi Völler (Bayer 04 Leverkusen) Heiko Herrlich (Borussia Mönchengladbach)                                                   | Pavel Kuka (1. FC Kaiserslautern) Stefan Kuntz (1. FC Kaiserslautern) Ulf Kirsten (Bayer 04 Leverkusen) Uwe Spies (SC Freiburg) Anton Polster (1. FC Köln) Bruno Labbadia (1. FC Köln) Martin Dahlin (Borussia Mönchengladbach) Fredi Bobic (VfB Stuttgart) |
| Deutsche im Ausland         | Jürgen Klinsmann (Tottenham Hotspur) | Jürgen Kohler (Juventus Turin)                                                                                                | Raimond Aumann (Beşiktaş Istanbul) Guido Buchwald (Urawa Red Diamonds) Uwe Bein (Urawa Red Diamonds) Uwe Rösler (Manchester City) |

### Winter 1995/96
Veröffentlicht in den kicker-Ausgaben vom 18. Dezember 1995 (102/1995), vom 27. Dezember 1995 (104+105/1995), vom 2. Januar 1996 (1+2/1996) und vom 8. Januar 1996 (4/1996). Die Rangliste bewertet das zweite Halbjahr 1995.
| Position                    | Weltklasse                           | Internationale Klasse | Im weiteren Kreis |
| --------------------------- | ------------------------------------ | --- | --- |
| Torhüter                    | –                                    | Stefan Klos (Borussia Dortmund) Andreas Köpke (Eintracht Frankfurt) Oliver Kahn (FC Bayern München)                                            | Dirk Heinen (Bayer 04 Leverkusen) Jens Lehmann (FC Schalke 04) Richard Golz (Hamburger SV) Bernd Dreher (Bayer Uerdingen) Perry Bräutigam (Hansa Rostock) Bodo Illgner (1. FC Köln) Georg Koch (Fortuna Düsseldorf) Klaus Thomforde (FC St. Pauli) Uwe Kamps (Borussia Mönchengladbach) |
| Manndecker                  | –                                    | Thomas Helmer (FC Bayern München) Patrik Andersson (Borussia Mönchengladbach) Markus Babbel (FC Bayern München)                                | Christian Wörns (Bayer 04 Leverkusen) André Trulsen (FC St. Pauli) Markus Happe (Bayer 04 Leverkusen) René Schneider (Hansa Rostock) Jürgen Kohler (Borussia Dortmund) Martin Spanring (SC Freiburg) Júnior Baiano (Werder Bremen) Júlio César (Borussia Dortmund)                      |
| Libero                      | Matthias Sammer (Borussia Dortmund)  | – | Thomas Strunz (FC Bayern München) Holger Fach (Bayer 04 Leverkusen) Frank Verlaat (VfB Stuttgart) Andreas Brehme (1. FC Kaiserslautern) Olaf Thon (FC Schalke 04) |
| Mittelfeld außen            | –                                    | – | Stefan Reuter (Borussia Dortmund) Harald Spörl (Hamburger SV) Jörg Albertz (Hamburger SV) Christian Ziege (FC Bayern München) Mario Basler (Werder Bremen) Alexander Zickler (FC Bayern München) Marco Bode (Werder Bremen)                                                             |
| Mittelfeld zentral defensiv | –                                    | Dieter Eilts (Werder Bremen) Ciriaco Sforza (FC Bayern München)                                                                                | Jens Jeremies (TSV 1860 München) Steffen Freund (Borussia Dortmund) Michael Zorc (Borussia Dortmund) Manfred Binz (Eintracht Frankfurt) |
| Mittelfeld zentral offensiv | –                                    | Andreas Möller (Borussia Dortmund) Krassimir Balakow (VfB Stuttgart) Thomas Häßler (Karlsruher SC) Stefan Effenberg (Borussia Mönchengladbach) | Mehmet Scholl (FC Bayern München) Stefan Beinlich (Hansa Rostock) Lars Ricken (Borussia Dortmund) Carsten Pröpper (FC St. Pauli) Piotr Nowak (TSV 1860 München) Jay-Jay Okocha (Eintracht Frankfurt)                                                                                    |
| Stürmer                     | Jürgen Klinsmann (FC Bayern München) | Giovane Élber (VfB Stuttgart) Martin Dahlin (Borussia Mönchengladbach) Rudi Völler (Bayer 04 Leverkusen)                                       | Fredi Bobic (VfB Stuttgart) Steffen Baumgart (Hansa Rostock) Youri Mulder (FC Schalke 04) Sean Dundee (Karlsruher SC) Heiko Herrlich (Borussia Dortmund) |
| Deutsche im Ausland         | –                                    | Oliver Bierhoff (Udinese Calcio) | Eike Immel (Manchester City) Guido Buchwald (Urawa Red Diamonds) Uwe Bein (Urawa Red Diamonds) Stefan Kuntz (Beşiktaş Istanbul) Andreas Thom (Celtic Glasgow) |

### Sommer 1996
Veröffentlicht in den kicker-Ausgaben vom 15. Juli 1996 (58/1996), vom 22. Juli 1996 (60/1996), vom 29. Juli 1996 (62/1996) und vom 5. August 1996 (64/1996). Die Rangliste bewertet das erste Halbjahr 1996.
| Position                    | Weltklasse                           | Internationale Klasse | Im weiteren Kreis |
| --------------------------- | ------------------------------------ | --- | --- |
| Torhüter                    | Andreas Köpke (Eintracht Frankfurt)  | Jens Lehmann (FC Schalke 04) Oliver Kahn (FC Bayern München) Georg Koch (Fortuna Düsseldorf) Stefan Klos (Borussia Dortmund) | Bodo Illgner (1. FC Köln) Oliver Reck (Werder Bremen) |
| Manndecker                  | –                                    | Thomas Helmer (FC Bayern München) Jürgen Kohler (Borussia Dortmund) Patrik Andersson (Borussia Mönchengladbach)              | Dietmar Beiersdorfer (1. FC Köln) Markus Babbel (FC Bayern München) Júlio César (Borussia Dortmund) Stéphane Henchoz (Hamburger SV) René Schneider (Hansa Rostock) Martin Spanring (SC Freiburg) Dirk Schuster (Karlsruher SC) |
| Libero                      | Matthias Sammer (Borussia Dortmund)  | – | Miroslav Kadlec (1. FC Kaiserslautern) Olaf Thon (FC Schalke 04) Bernhard Trares (TSV 1860 München) Lothar Matthäus (FC Bayern München) |
| Mittelfeld außen            | –                                    | Christian Ziege (FC Bayern München)                                                                                          | Mario Basler (Werder Bremen) Stefan Reuter (Borussia Dortmund) Jörg Albertz (Hamburger SV) Marco Bode (Werder Bremen) Harald Spörl (Hamburger SV) |
| Mittelfeld zentral defensiv | –                                    | Dieter Eilts (Werder Bremen)                                                                                                 | Steffen Freund (Borussia Dortmund) Michael Zorc (Borussia Dortmund) Jens Jeremies (TSV 1860 München) Thorsten Fink (Karlsruher SC) Ralf Hauptmann (1. FC Köln) Christian Hochstätter (Borussia Mönchengladbach) Christian Nerlinger (FC Bayern München) Hilmar Weilandt (Hansa Rostock)                                                                                      |
| Mittelfeld zentral offensiv | –                                    | Mehmet Scholl (FC Bayern München) Andreas Möller (Borussia Dortmund) Jiří Němec (FC Schalke 04)                              | Thomas Häßler (Karlsruher SC) Markus Anfang (Fortuna Düsseldorf) Manfred Bender (Karlsruher SC) Stefan Effenberg (Borussia Mönchengladbach) Stefan Beinlich (Hansa Rostock) Ingo Anderbrügge (FC Schalke 04) Claudio Reyna (Bayer 04 Leverkusen) Krassimir Balakow (VfB Stuttgart)                                                                                           |
| Stürmer                     | Jürgen Klinsmann (FC Bayern München) | Oliver Bierhoff (Udinese Calcio)                                                                                             | Stefan Kuntz (Beşiktaş Istanbul) Pavel Kuka (1. FC Kaiserslautern) Sean Dundee (Karlsruher SC) Harry Decheiver (SC Freiburg) Olaf Bodden (TSV 1860 München) Karl-Heinz Riedle (Borussia Dortmund) Fredi Bobic (VfB Stuttgart) Jonathan Akpoborie (Hansa Rostock) Rudi Völler (Bayer 04 Leverkusen) Youri Mulder (FC Schalke 04) Jörgen Pettersson (Borussia Mönchengladbach) |
| Deutsche im Ausland         | –                                    | – | Eike Immel (Manchester City) Guido Buchwald (Urawa Red Diamonds) Uwe Bein (Urawa Red Diamonds) Carsten Jancker (SK Rapid Wien) |

### Winter 1996/97
Veröffentlicht in den kicker-Ausgaben vom 23. Dezember 1996 (104+105/1996), vom 30. Dezember 1996 (1+2/1997), vom 7. Januar 1997 (4/1997) und vom 13. Januar 1997 (6/1997). Die Rangliste bewertet das zweite Halbjahr 1996.
| Position                    | Weltklasse                          | Internationale Klasse | Im weiteren Kreis |
| --------------------------- | ----------------------------------- | --- | --- |
| Torhüter                    | Oliver Kahn (FC Bayern München)     | Stefan Klos (Borussia Dortmund) Georg Koch (Fortuna Düsseldorf)                                                                                                  | Uwe Gospodarek (VfL Bochum) Claus Reitmaier (Karlsruher SC) Thomas Gill (MSV Duisburg) Uwe Kamps (Borussia Mönchengladbach) Uli Stein (Arminia Bielefeld) |
| Manndecker                  | Jürgen Kohler (Borussia Dortmund)   | Júlio César (Borussia Dortmund) Stéphane Henchoz (Hamburger SV)                                                                                                  | Thomas Schneider (VfB Stuttgart) Christian Wörns (Bayer 04 Leverkusen) Thomas Berthold (VfB Stuttgart) Dirk Schuster (Karlsruher SC) Torsten Kracht (VfL Bochum) Samuel Kuffour (FC Bayern München) André Trulsen (FC St. Pauli) Markus Happe (Bayer 04 Leverkusen) Alfred Nijhuis (MSV Duisburg) |
| Libero                      | –                                   | Frank Verlaat (VfB Stuttgart) Lothar Matthäus (FC Bayern München)                                                                                                | Olaf Thon (FC Schalke 04) Patrik Andersson (Borussia Mönchengladbach) |
| Mittelfeld außen            | –                                   | – | Jörg Heinrich (Borussia Dortmund) Michael Tarnat (Karlsruher SC) Marc Keller (Karlsruher SC) Stefan Reuter (Borussia Dortmund) Marco Bode (Werder Bremen) Horst Heldt (TSV 1860 München) Matthias Hagner (VfB Stuttgart)                                                                          |
| Mittelfeld zentral defensiv | –                                   | Sunday Oliseh (1. FC Köln) Zvonimir Soldo (VfB Stuttgart) | Thorsten Fink (Karlsruher SC) Zé Elias (Bayer 04 Leverkusen) Gerhard Poschner (VfB Stuttgart) Thomas Strunz (FC Bayern München) Niko Kovač (Bayer 04 Leverkusen) Ralf Hauptmann (1. FC Köln) Dieter Eilts (Werder Bremen)                                                                         |
| Mittelfeld zentral offensiv | Thomas Häßler (Karlsruher SC)       | Krassimir Balakow (VfB Stuttgart) Dariusz Wosz (VfL Bochum) Paulo Sérgio (Bayer 04 Leverkusen) Andreas Herzog (Werder Bremen) Andreas Möller (Borussia Dortmund) | Mehmet Scholl (FC Bayern München) Harald Spörl (Hamburger SV) Dorinel Munteanu (1. FC Köln) Marc Wilmots (FC Schalke 04) Alain Sutter (SC Freiburg) Carsten Pröpper (FC St. Pauli) Stefan Effenberg (Borussia Mönchengladbach)                                                                    |
| Stürmer                     | –                                   | Sean Dundee (Karlsruher SC) Giovane Élber (VfB Stuttgart) Ulf Kirsten (Bayer 04 Leverkusen) Fredi Bobic (VfB Stuttgart)                                          | Martin Max (FC Schalke 04) Anton Polster (1. FC Köln) Heiko Herrlich (Borussia Dortmund) Bernhard Winkler (TSV 1860 München) Jonathan Akpoborie (Hansa Rostock) Bruno Labbadia (Werder Bremen) Ion Vlădoiu (1. FC Köln) Jürgen Klinsmann (FC Bayern München)                                      |
| Deutsche im Ausland         | Andreas Köpke (Olympique Marseille) | Bodo Illgner (Real Madrid) Oliver Bierhoff (Udinese Calcio) | Guido Buchwald (Urawa Red Diamonds) Jörg Albertz (Glasgow Rangers) Andreas Thom (Celtic Glasgow) |

### Sommer 1997
Veröffentlicht in den kicker-Ausgaben vom 16. Juni 1997 (50/1997), vom 23. Juni 1997 (52/1997), vom 30. Juni 1997 (54/1997) und vom 7. Juli 1997 (56/1997). Die Rangliste bewertet das erste Halbjahr 1997.
| Position                    | Weltklasse                          | Internationale Klasse | Im weiteren Kreis |
| --------------------------- | ----------------------------------- | --- | --- |
| Torhüter                    | Oliver Kahn (FC Bayern München)     | Uwe Gospodarek (VfL Bochum) Jens Lehmann (FC Schalke 04) Stefan Klos (Borussia Dortmund)                                                                              | Claus Reitmaier (Karlsruher SC) Franz Wohlfahrt (VfB Stuttgart) Perry Bräutigam (Hansa Rostock) Rainer Berg (TSV 1860 München) Uwe Kamps (Borussia Mönchengladbach) |
| Manndecker                  | Jürgen Kohler (Borussia Dortmund)   | Thomas Helmer (FC Bayern München) Christian Wörns (Bayer 04 Leverkusen) Alfred Nijhuis (MSV Duisburg)                                                                 | Torsten Kracht (VfL Bochum) Thomas Berthold (VfB Stuttgart) Thomas Linke (FC Schalke 04) Torsten Wohlert (MSV Duisburg) |
| Libero                      | Olaf Thon (FC Schalke 04)           | Frank Verlaat (VfB Stuttgart) Lothar Matthäus (FC Bayern München) | Jens Nowotny (Bayer 04 Leverkusen) Thomas Hengen (Karlsruher SC) Matthias Sammer (Borussia Dortmund) Patrik Andersson (Borussia Mönchengladbach) André Hofschneider (Hansa Rostock) |
| Mittelfeld außen            | –                                   | Jörg Heinrich (Borussia Dortmund) Christian Ziege (FC Bayern München)                                                                                                 | Jan Heintze (Bayer 04 Leverkusen) Harald Cerny (TSV 1860 München) Matthias Hagner (VfB Stuttgart) Mike Büskens (FC Schalke 04) |
| Mittelfeld zentral defensiv | –                                   | Zvonimir Soldo (VfB Stuttgart) | Thomas Stickroth (VfL Bochum) Rob Maas (Arminia Bielefeld) Sven Kmetsch (Hamburger SV) Jens Jeremies (TSV 1860 München) Paul Lambert (Borussia Dortmund) Thorsten Fink (Karlsruher SC) Gerhard Poschner (VfB Stuttgart) Christian Nerlinger (FC Bayern München) Thomas Reis (VfL Bochum) Ioan Lupescu (Borussia Mönchengladbach) Marcel Witeczek (FC Bayern München)     |
| Mittelfeld zentral offensiv | Dariusz Wosz (VfL Bochum)           | Krassimir Balakow (VfB Stuttgart) | Andreas Möller (Borussia Dortmund) Andreas Herzog (Werder Bremen) Mario Basler (FC Bayern München) Abédi Pelé (TSV 1860 München) Karlheinz Pflipsen (Borussia Mönchengladbach) Paulo Sérgio (Bayer 04 Leverkusen) Jiří Němec (FC Schalke 04) Marc Wilmots (FC Schalke 04) Carsten Pröpper (FC St. Pauli) Lars Ricken (Borussia Dortmund) Stefan Beinlich (Hansa Rostock) |
| Stürmer                     | –                                   | Ulf Kirsten (Bayer 04 Leverkusen) Anton Polster (1. FC Köln) Jürgen Klinsmann (FC Bayern München) Fredi Bobic (VfB Stuttgart) Ruggiero Rizzitelli (FC Bayern München) | Bernhard Winkler (TSV 1860 München) Stefan Kuntz (Arminia Bielefeld) Giuseppe Reina (Arminia Bielefeld) Martin Dahlin (Borussia Mönchengladbach) Stéphane Chapuisat (Borussia Dortmund) Bachirou Salou (MSV Duisburg) Erik Meijer (Bayer 04 Leverkusen) |
| Deutsche im Ausland         | Andreas Köpke (Olympique Marseille) | Bodo Illgner (Real Madrid) Oliver Bierhoff (Udinese Calcio) | Guido Buchwald (Urawa Red Diamonds) Jörg Albertz (Glasgow Rangers) Jens Dowe (SK Sturm Graz) |

### Winter 1997/98
Veröffentlicht in den kicker-Ausgaben vom 22. Dezember 1997 (104+105/1997), vom 29. Dezember 1997 (1+2/1998), vom 5. Januar 1998 (3+4/1998) und vom 12. Januar 1998 (6/1998). Die Rangliste bewertet das zweite Halbjahr 1997.
| Position            | Weltklasse                                                           | Internationale Klasse | Im weiteren Kreis |
| ------------------- | -------------------------------------------------------------------- | --- | --- |
| Torhüter            | –                                                                    | Oliver Kahn (FC Bayern München) | Jens Lehmann (FC Schalke 04) Franz Wohlfahrt (VfB Stuttgart) Claus Reitmaier (Karlsruher SC) Uwe Kamps (Borussia Mönchengladbach) Stefan Klos (Borussia Dortmund) |
| Manndecker          | –                                                                    | Thomas Helmer (FC Bayern München) Michael Schjønberg (1. FC Kaiserslautern) Jürgen Kohler (Borussia Dortmund)                                     | Christian Wörns (Bayer 04 Leverkusen) Thomas Linke (FC Schalke 04) Thomas Berthold (VfB Stuttgart) Torsten Wohlert (MSV Duisburg) Markus Babbel (FC Bayern München) Johan de Kock (FC Schalke 04)                                                                                                 |
| Libero              | Olaf Thon (FC Schalke 04)                                            | Frank Verlaat (VfB Stuttgart) Lothar Matthäus (FC Bayern München) Wolfgang Feiersinger (Borussia Dortmund) Miroslav Kadlec (1. FC Kaiserslautern) | Jens Nowotny (Bayer 04 Leverkusen) Stefan Schnoor (Hamburger SV) Torsten Kracht (VfL Bochum) |
| Außenbahn           | –                                                                    | – | Jörg Heinrich (Borussia Dortmund) Mario Basler (FC Bayern München) Andreas Buck (1. FC Kaiserslautern) Hans-Peter Lehnhoff (Bayer 04 Leverkusen) Michael Tarnat (FC Bayern München) Jan Heintze (Bayer 04 Leverkusen) Martin Wagner (1. FC Kaiserslautern) Marco Bode (Werder Bremen)             |
| Mittelfeld defensiv | –                                                                    | Zvonimir Soldo (VfB Stuttgart) Carsten Ramelow (Bayer 04 Leverkusen) Dietmar Hamann (FC Bayern München) Jens Jeremies (TSV 1860 München)          | Sven Kmetsch (Hamburger SV) Jiří Němec (FC Schalke 04) Murat Yakin (VfB Stuttgart) Jens Dowe (Hansa Rostock) Axel Roos (1. FC Kaiserslautern) Christian Nerlinger (FC Bayern München) Thomas Stickroth (VfL Bochum) Jörg Reeb (Arminia Bielefeld)                                                 |
| Mittelfeld offensiv | Krassimir Balakow (VfB Stuttgart)                                    | Ciriaco Sforza (1. FC Kaiserslautern) Thomas Häßler (Karlsruher SC) Marc Wilmots (FC Schalke 04) Paulo Sousa (Borussia Dortmund)                  | Sergej Barbarez (Hansa Rostock) Stefan Kuntz (Arminia Bielefeld) Mehmet Scholl (FC Bayern München) Claudio Reyna (VfL Wolfsburg) Andreas Herzog (Werder Bremen) Ratinho (1. FC Kaiserslautern) Dariusz Wosz (VfL Bochum) Andreas Möller (Borussia Dortmund) Stefan Beinlich (Bayer 04 Leverkusen) |
| Stürmer             | –                                                                    | Ulf Kirsten (Bayer 04 Leverkusen) Olaf Marschall (1. FC Kaiserslautern)                                                                           | Carsten Jancker (FC Bayern München) Fredi Bobic (VfB Stuttgart) Roy Präger (VfL Wolfsburg) Bernhard Winkler (TSV 1860 München) Jonathan Akpoborie (VfB Stuttgart) Giovane Élber (FC Bayern München) Oliver Neuville (Hansa Rostock) Anton Polster (1. FC Köln)                                    |
| Deutsche im Ausland | Andreas Köpke (Olympique Marseille) Oliver Bierhoff (Udinese Calcio) | – | Manfred Binz (Brescia Calcio) Franco Foda (SK Sturm Graz) Christian Ziege (AC Mailand) |

### Sommer 1998
Veröffentlicht in den kicker-Ausgaben vom 20. Juli 1998 (60/1998), vom 27. Juli 1998 (62/1998), vom 3. August 1998 (64/1998) und vom 10. August 1998 (66/1998). Die Rangliste bewertet das erste Halbjahr 1998.
| Position            | Weltklasse                       | Internationale Klasse | Im weiteren Kreis |
| ------------------- | -------------------------------- | --- | --- |
| Torhüter            | –                                | Oliver Kahn (FC Bayern München) Andreas Köpke (Olympique Marseille) Jens Lehmann (FC Schalke 04) Stefan Klos (Borussia Dortmund)      | Martin Pieckenhagen (Hansa Rostock) Thomas Ernst (VfL Bochum) Uwe Kamps (Borussia Mönchengladbach) Hans Jörg Butt (Hamburger SV) |
| Manndecker          | –                                | Christian Wörns (Bayer 04 Leverkusen) Jürgen Kohler (Borussia Dortmund) Michael Schjønberg (1. FC Kaiserslautern)                     | Slobodan Komljenović (MSV Duisburg) Thomas Berthold (VfB Stuttgart) Marko Rehmer (Hansa Rostock) Andrej Panadić (Hamburger SV) Marijan Kovačević (VfL Wolfsburg) Eyjólfur Sverrisson (Hertha BSC) Markus Babbel (FC Bayern München) Torsten Wohlert (MSV Duisburg)                                                  |
| Libero              | –                                | Olaf Thon (FC Schalke 04) Lothar Matthäus (FC Bayern München) Jens Jeremies (TSV 1860 München) Miroslav Kadlec (1. FC Kaiserslautern) | Kjetil Rekdal (Hertha BSC) Jens Nowotny (Bayer 04 Leverkusen) Hilmar Weilandt (Hansa Rostock) Frank Verlaat (VfB Stuttgart) Guido Buchwald (Karlsruher SC) Karsten Baumann (1. FC Köln) Stefan Schnoor (Hamburger SV) Christian Hochstätter (Borussia Mönchengladbach)                                              |
| Außenbahn           | –                                | – | Bixente Lizarazu (FC Bayern München) Andreas Buck (1. FC Kaiserslautern) Horst Heldt (TSV 1860 München) Yves Eigenrauch (FC Schalke 04) Martin Wagner (1. FC Kaiserslautern) Michael Tarnat (FC Bayern München) Jörg Heinrich (Borussia Dortmund) Jan Heintze (Bayer 04 Leverkusen)                                 |
| Mittelfeld defensiv | –                                | Zvonimir Soldo (VfB Stuttgart) Dietmar Hamann (FC Bayern München) Carsten Ramelow (Bayer 04 Leverkusen)                               | Jens Dowe (Hansa Rostock) Dieter Eilts (Werder Bremen) Stig Tøfting (MSV Duisburg) Miroslav Stević (TSV 1860 München) Raphael Wicky (Werder Bremen) Rob Maas (Arminia Bielefeld) Axel Roos (1. FC Kaiserslautern) Jiří Němec (FC Schalke 04) Christian Nerlinger (FC Bayern München) Thomas Gravesen (Hamburger SV) |
| Mittelfeld offensiv | –                                | Ciriaco Sforza (1. FC Kaiserslautern) Stefan Effenberg (Borussia Mönchengladbach) Mehmet Scholl (FC Bayern München)                   | Marc Wilmots (FC Schalke 04) Sergej Barbarez (Hansa Rostock) Michael Zeyer (MSV Duisburg) Thomas Häßler (Karlsruher SC) Andreas Herzog (Werder Bremen) Emerson (Bayer 04 Leverkusen) Krassimir Balakow (VfB Stuttgart) Ratinho (1. FC Kaiserslautern)                                                               |
| Stürmer             | Oliver Bierhoff (Udinese Calcio) | Jürgen Klinsmann (Tottenham Hotspur) Ulf Kirsten (Bayer 04 Leverkusen) Olaf Marschall (1. FC Kaiserslautern)                          | Bachirou Salou (MSV Duisburg) Stéphane Chapuisat (Borussia Dortmund) Michael Preetz (Hertha BSC) Carsten Jancker (FC Bayern München) Fredi Bobic (VfB Stuttgart) Marian Hristov (1. FC Kaiserslautern) Anton Polster (1. FC Köln) Chodadad Azizi (1. FC Köln) Jonathan Akpoborie (VfB Stuttgart)                    |
| Deutsche im Ausland | –                                | Bodo Illgner (Real Madrid) | Franco Foda (SK Sturm Graz) Jörg Albertz (Glasgow Rangers) Markus Schupp (SK Sturm Graz) |

### Winter 1998/99
Veröffentlicht in den kicker-Ausgaben vom 21. Dezember 1998 (104+105/1998), vom 28. Dezember 1998 (106/1998), vom 4. Januar 1999 (1+2/1999), vom 11. Januar 1999 (4/1999) und vom 18. Januar 1999 (6/1999). Die Rangliste bewertet das zweite Halbjahr 1998.
| Position            | Weltklasse | Internationale Klasse | Im weiteren Kreis |
| ------------------- | ---------- | --- | --- |
| Torhüter            | –          | Oliver Kahn (FC Bayern München) | Stefan Klos (Borussia Dortmund) Richard Golz (SC Freiburg) Thomas Ernst (VfL Bochum) Adam Matysek (Bayer 04 Leverkusen) Hans Jörg Butt (Hamburger SV) Claus Reitmaier (VfL Wolfsburg) Mathias Schober (FC Schalke 04) |
| Verteidiger         | –          | Jürgen Kohler (Borussia Dortmund) Markus Babbel (FC Bayern München) Holger Greilich (TSV 1860 München)                                      | Marco Kurz (TSV 1860 München) Samuel Kuffour (FC Bayern München) Tomasz Hajto (MSV Duisburg) Claus Thomsen (VfL Wolfsburg) Alfred Nijhuis (Borussia Dortmund) Marko Rehmer (Hansa Rostock) Torben Hoffmann (SC Freiburg) Andrej Panadić (Hamburger SV) Thomas Linke (FC Bayern München)                                                                                            |
| Libero              | –          | Ciriaco Sforza (1. FC Kaiserslautern) Jens Nowotny (Bayer 04 Leverkusen) Frank Verlaat (VfB Stuttgart)                                      | Lothar Matthäus (FC Bayern München) Holger Ballwanz (VfL Wolfsburg) Steffen Korell (SC Freiburg) Stefan Reuter (Borussia Dortmund) |
| Außenbahn           | –          | Bixente Lizarazu (FC Bayern München) Zé Roberto (Bayer 04 Leverkusen)                                                                       | Martin Wagner (1. FC Kaiserslautern) Mario Basler (FC Bayern München) Thomas Strunz (FC Bayern München) Andreas Buck (1. FC Kaiserslautern) |
| Mittelfeld defensiv | –          | Jens Jeremies (FC Bayern München) | Carsten Ramelow (Bayer 04 Leverkusen) Michael Ballack (1. FC Kaiserslautern) Detlev Dammeier (VfL Wolfsburg) Christian Nerlinger (Borussia Dortmund) Roman Týce (TSV 1860 München) Sven Kmetsch (Hamburger SV) Miroslav Stević (TSV 1860 München) Dieter Eilts (Werder Bremen) Zvonimir Soldo (VfB Stuttgart) Thorsten Fink (FC Bayern München) Steffen Freund (Borussia Dortmund) |
| Mittelfeld offensiv | –          | – | Stefan Beinlich (Bayer 04 Leverkusen) Andreas Möller (Borussia Dortmund) Stefan Effenberg (FC Bayern München) |
| Stürmer             | –          | Giovane Élber (FC Bayern München) Olaf Marschall (1. FC Kaiserslautern) Andrzej Juskowiak (VfL Wolfsburg) Ulf Kirsten (Bayer 04 Leverkusen) | Michael Preetz (Hertha BSC) Bernhard Winkler (TSV 1860 München) Anthony Yeboah (Hamburger SV) Marco Bode (Werder Bremen) Rade Bogdanović (Werder Bremen) Aleksandre Iaschwili (SC Freiburg) Saša Ćirić (1. FC Nürnberg) René Eijkelkamp (FC Schalke 04) Carsten Jancker (FC Bayern München) Erik Meijer (Bayer 04 Leverkusen) Anton Polster (Borussia Mönchengladbach)             |
| Deutsche im Ausland | –          | Bodo Illgner (Real Madrid) Oliver Bierhoff (AC Mailand)                                                                                     | Andreas Köpke (Olympique Marseille) Franco Foda (SK Sturm Graz) Christian Wörns (Paris Saint-Germain) Jörg Albertz (Glasgow Rangers) Jörg Heinrich (AC Florenz) Markus Schupp (SK Sturm Graz) |

### Sommer 1999
Veröffentlicht in den kicker-Ausgaben vom 21. Juni 1999 (50/1999), vom 28. Juni 1999 (52/1999), vom 5. Juli 1999 (54/1999) und vom 12. Juli 1999 (56/1999). Die Rangliste bewertet das erste Halbjahr 1999.
| Position            | Weltklasse                          | Internationale Klasse | Im weiteren Kreis |
| ------------------- | ----------------------------------- | --- | --- |
| Torhüter            | –                                   | Oliver Kahn (FC Bayern München) Gintaras Staučė (MSV Duisburg) Jens Lehmann (Borussia Dortmund) Oka Nikolov (Eintracht Frankfurt) Gábor Király (Hertha BSC) Hans Jörg Butt (Hamburger SV)            | Andreas Reinke (1. FC Kaiserslautern) Adam Matysek (Bayer 04 Leverkusen) Andreas Köpke (1. FC Nürnberg) Martin Pieckenhagen (Hansa Rostock) |
| Verteidiger         | –                                   | Robert Kovač (Bayer 04 Leverkusen) Thomas Linke (FC Bayern München) | Jens Nowotny (Bayer 04 Leverkusen) Markus Babbel (FC Bayern München) Marko Rehmer (Hansa Rostock) Andrej Panadić (Hamburger SV) Tomasz Hajto (MSV Duisburg) Torsten Wohlert (MSV Duisburg) Jürgen Kohler (Borussia Dortmund) Daniel Schumann (SC Freiburg) Thomas Helmer (FC Bayern München) Eyjólfur Sverrisson (Hertha BSC) Claus Thomsen (VfL Wolfsburg) |
| Libero              | Lothar Matthäus (FC Bayern München) | – | Stefan Reuter (Borussia Dortmund) Olaf Janßen (Eintracht Frankfurt) Slobodan Komljenović (MSV Duisburg) Frank Verlaat (VfB Stuttgart) Andreas Neuendorf (Hertha BSC) Ciriaco Sforza (1. FC Kaiserslautern) |
| Außenbahn           | –                                   | – | Martin Groth (Hamburger SV) Michael Hartmann (Hertha BSC) Martin Wagner (1. FC Kaiserslautern) Dedê (Borussia Dortmund) Jan Heintze (Bayer 04 Leverkusen) |
| Mittelfeld defensiv | –                                   | Jens Jeremies (FC Bayern München) | Dieter Eilts (Werder Bremen) Carsten Ramelow (Bayer 04 Leverkusen) Miroslav Stević (Borussia Dortmund) Dietmar Hirsch (MSV Duisburg) Armin Störzenhofecker (1. FC Nürnberg) |
| Mittelfeld offensiv | –                                   | Stefan Effenberg (FC Bayern München) Emerson (Bayer 04 Leverkusen) Stig Tøfting (MSV Duisburg) | Krassimir Balakow (VfB Stuttgart) Matthias Breitkreutz (Hansa Rostock) Andreas Herzog (Werder Bremen) Dariusz Wosz (Hertha BSC) |
| Stürmer             | –                                   | Michael Preetz (Hertha BSC) Oliver Neuville (Hansa Rostock) Carsten Jancker (FC Bayern München) Ulf Kirsten (Bayer 04 Leverkusen) Mario Basler (FC Bayern München) Mehmet Scholl (FC Bayern München) | Anthony Yeboah (Hamburger SV) Marco Bode (Werder Bremen) Youri Mulder (FC Schalke 04) Markus Beierle (MSV Duisburg) Roy Präger (VfL Wolfsburg) Victor Agali (Hansa Rostock) Pavel Kuka (1. FC Nürnberg) |
| Deutsche im Ausland | –                                   | Bodo Illgner (Real Madrid) Dietmar Hamann (Newcastle United) Oliver Bierhoff (AC Mailand) | Stefan Klos (Glasgow Rangers) Christian Wörns (Paris Saint-Germain) Mustafa Doğan (Fenerbahçe Istanbul) Jörg Heinrich (AC Florenz) Markus Schupp (SK Sturm Graz) Steffen Freund (Tottenham Hotspur) Jörg Albertz (Glasgow Rangers) |

### Winter 1999/2000
Veröffentlicht in den kicker-Ausgaben vom 27. Dezember 1999 (52/1999), vom 3. Januar 2000 (1+2/2000), vom 10. Januar 2000 (4/2000) und vom 17. Januar 2000 (6/2000). Die Rangliste bewertet das zweite Halbjahr 1999.
| Position            | Weltklasse                      | Internationale Klasse                                                                      | Im weiteren Kreis |
| ------------------- | ------------------------------- | ------------------------------------------------------------------------------------------ | --- |
| Torhüter            | Oliver Kahn (FC Bayern München) | Jens Lehmann (Borussia Dortmund) Hans Jörg Butt (Hamburger SV) Gábor Király (Hertha BSC)   | Frank Rost (Werder Bremen) Claus Reitmaier (VfL Wolfsburg) Philipp Laux (SSV Ulm 1846) Franz Wohlfahrt (VfB Stuttgart) Daniel Hoffmann (TSV 1860 München) Andreas Reinke (1. FC Kaiserslautern) |
| Verteidiger         | –                               | –                                                                                          | Frank Baumann (Werder Bremen) Thomas Linke (FC Bayern München) Markus Babbel (FC Bayern München) Robert Kovač (Bayer 04 Leverkusen) Jens Nowotny (Bayer 04 Leverkusen) Jürgen Kohler (Borussia Dortmund) Marco Kurz (TSV 1860 München) Pablo Thiam (VfB Stuttgart) |
| Libero              | –                               | Lothar Matthäus (FC Bayern München) Olaf Thon (FC Schalke 04)                              | Stefan Reuter (Borussia Dortmund) Nico-Jan Hoogma (Hamburger SV) Lars Hermel (SC Freiburg) Gerald Vanenburg (TSV 1860 München) |
| Außenbahn           | –                               | –                                                                                          | Michael Tarnat (FC Bayern München) Zé Roberto (Bayer 04 Leverkusen) Sebastian Deisler (Hertha BSC) Lewan Kobiaschwili (SC Freiburg) Bernd Schneider (Bayer 04 Leverkusen) |
| Mittelfeld defensiv | Emerson (Bayer 04 Leverkusen)   | Jens Jeremies (FC Bayern München) Zvonimir Soldo (VfB Stuttgart) Niko Kovač (Hamburger SV) | Raphael Wicky (Werder Bremen) Miroslav Stević (Borussia Dortmund) Danny Schwarz (SpVgg Unterhaching) Oliver Otto (SSV Ulm 1846) Peter Wibrån (Hansa Rostock) Ciriaco Sforza (1. FC Kaiserslautern) Christian Nerlinger (Borussia Dortmund) |
| Mittelfeld offensiv | –                               | Rodolfo Cardoso (Hamburger SV)                                                             | Thomas Häßler (TSV 1860 München) Marco Bode (Werder Bremen) Stefan Beinlich (Bayer 04 Leverkusen) Dariusz Wosz (Hertha BSC) Stefan Effenberg (FC Bayern München) Zoubaier Baya (SC Freiburg) |
| Stürmer             | –                               | Youri Djorkaeff (1. FC Kaiserslautern) Ulf Kirsten (Bayer 04 Leverkusen)                   | Aílton (Werder Bremen) Adel Sellimi (SC Freiburg) Mehmet Scholl (FC Bayern München) Claudio Pizarro (Werder Bremen) Ebbe Sand (FC Schalke 04) Jonathan Akpoborie (VfL Wolfsburg) Anthony Yeboah (Hamburger SV) Carsten Jancker (FC Bayern München) Martin Max (TSV 1860 München) Magnus Arvidsson (Hansa Rostock) Paulo Sérgio (FC Bayern München) Giuseppe Reina (Borussia Dortmund) Gerald Asamoah (FC Schalke 04) Steffen Baumgart (Hansa Rostock) |
| Deutsche im Ausland | –                               | Christian Ziege (FC Middlesbrough) Oliver Bierhoff (AC Mailand)                            | Robert Enke (Benfica Lissabon) Oliver Kreuzer (FC Basel) Jörg Heinrich (AC Florenz) Dietmar Hamann (FC Liverpool) Thomas Zdebel (Lierse SK)* Mustafa Doğan (Fenerbahçe Istanbul) Steffen Freund (Tottenham Hotspur) Jörg Albertz (Glasgow Rangers) Karlheinz Pflipsen (Panathinaikos Athen) |

* Zdebel hatte auch einen deutschen Pass, spielte aber ausschließlich für die polnische Nationalmannschaft.